# Ministero dell'uguaglianza di genere e della famiglia
Il Ministero dell'uguaglianza di genere e della famiglia, anche conosciuto semplicemente come il Ministero dell'uguaglianza di genere, è una divisione del governo in Corea del Sud. È stato istituito il 29 gennaio 2001. 

## Storia
A partire dall'istituzione del governo coreano nell'agosto 1948, il Ministero delle questioni sociali ricoprì, fino al 1955, il ruolo di gestore delle politiche contro la discriminazione femminile. Successivamente si fuse con il Ministero della salute diventando il Ministero delle questioni sociali e della salute. Nel 1994, diventò il Ministero della salute e del benessere e iniziò ad affrontare ufficialmente le questioni inerenti alla disuguaglianza di genere. Ufficiosamente, però, le azioni nei confronti della suddetta problematica furono mediocri, a tal punto che i ministri furono aspramente criticati per la mancanza di avanzamento nella posizione sociale delle donne.
Il 23 luglio 1999, venne emanata la legge che vieta e regola il reato di discriminazione sessuale. Tuttavia, le critiche contro la mancata sollecitazione alla risoluzione di tali questioni portarono nel 2001 alla formazione del Ministero dell'uguaglianza di genere. Tale Ministero ricopre le seguenti responsabilità: protezione delle vittime della violenza domestica e della violenza sessuale; prevenzione della prostituzione; supervisione delle occupazioni femminili da parte del Ministero della salute e del benessere.
Il 23 giugno 2005 il ministero si assunse la supervisione dello sviluppo infantile, divenendo il Ministero dell'uguaglianza di genere e della famiglia il 23 giugno 2005; mantenne questo nome fino al 29 febbraio 2008, quando il Ministero della salute e del benessere riprese le questioni relative alla famiglia e all'infanzia. Il 19 marzo 2010 gli venne ri-attribuita la responsabilità sulla supervisione di adolescenti e famiglie, e mutò nuovamente nome in Ministero dell'uguaglianza di genere e della famiglia. 

## Obiettivi
Le funzioni di questo Ministero abbracciano la sfera femminile e familiare. Oltre alla pianificazione e al coordinamento delle politiche femminili, al miglioramento dello status delle donne e all'istituzione, conciliazione e sostegno alla politica familiare multiculturale e non, gli obiettivi del Ministero nel 2010 erano i seguenti:
- Pianificazione e coordinamento delle politiche di genere
- Analisi dell'impatto politico sulle questioni di genere
- Sviluppo e impiego della forza lavoro femminile
- Ampliamento della partecipazione femminile nella società
- Prevenzione del commercio sessuale e protezione delle vittime
- Prevenzione della violenza domestica e sessuale e protezione delle vittime
- Creazione di un partenariato con i gruppi civili femministi e le organizzazioni internazionali